# Lunar Prelude
Lunar Prelude es el primer EP de la banda neerlandesa de metal sinfónico Delain. Fue publicado el 19 de febrero de 2016. Este es el primer álbum con Ruben Israel en la batería y Merel Bechtold en la guitarra. El track "Turn the Lights Out" está basado en el cómic The Sandman de Neil Gaiman.

## Lista de canciones
Todas las letras escritas por Charlotte Wessels, toda la música compuesta por Martijn Westerholt, Charlotte Wessels y Guus Eikens, excepto "Turn the Lights Out", coescrita con Hendrik Jan de Jong. 
| N.º   | Título                               | Duración |  |
| 1.    | «Suckerpunch»                        | 4:10     |  |
| 2.    | «Turn the Lights Out»                | 4:15     |  |
| 3.    | «Don't Let Go» (New Version)         | 3:57     |  |
| 4.    | «Lullaby» (Live 2015)                | 5:15     |  |
| 5.    | «Stardust» (Live 2015)               | 4:13     |  |
| 6.    | «Here Come the Vultures» (Live 2015) | 5:40     |  |
| 7.    | «Army of Dolls» (Live 2015)          | 5:27     |  |
| 8.    | «Suckerpunch Orchestra»              | 2:31     |  |
| 35:23 |                                      |          |  |

## Personal
Tomado del booklet del EP:
Delain
- Charlotte Wessels - Voz
- Timo Somers - Guitarra
- Merel Bechtold – Guitarra
- Otto Schimmelpenninck van der Oije - Bajo
- Martijn Westerholt - Teclados
- Ruben Israel - Batería

Técnicos
- Martijn Westerholt - Productor
- Ted Jensen - Masterización
- Arno Krabman - Ingeniero de percusiones en "Suckerpunch", "Turn the Lights Out" y "Don't Let Go"
- Bas Trumpie Y Imre Beerends - guitarra y coro en "Suckerpunch" y ""Turn the Lights Out""; mezcla de "Turn the Lights Out"
- Guido Aalbers - grabaciones vocales en "Suckerpunch" y "Turn the Lights Out"
- Oliver Philipps - guitarras adicionales e ingeniería vocal adicional
- Mikko P. Mustonen  - Arreglos clásicos
- Fredik Nordstrom Y Henrik Udd - mezcla de "Suckerpunch" y "Don't Let Go"
- Cristiano Moos - mezcla de todas las pistas en vivo
- Glenn Arthur - arte de la portada
- Wandy van den Bogert-Elberse - diseño de artwork
- Sandra Ludewig - fotos